# Godziemba
Godziemba (Godziąba, Godzięba, Godzięby, Godzyamba, Godzamba) was een Poolse heraldische clan (ród herbowy) van middeleeuws Polen en later het Pools-Litouwse Gemenebest. De naam Godziemba betekent in het Oud-Pools 'boom' en verwijst naar de Axis mundi. De oudste vermelding van de naam Godziemba verscheen in 1403 in de Liber beneficiorum door Jan Długosz. Het oudste bekende middeleeuwse zegel van deze clan stamt uit 1363.
De historicus Tadeusz Gajl heeft 245 Poolse Godziemba clanfamilies geïdentificeerd.

## Telgen
De clan bracht de volgende bekende telgen voort:
- Stanisław Dąbski, graaf van Lubraniec en bisschop
- Jan Lubrański, bisschop
- Kazimierz Sosnkowski, generaal

## Galerij

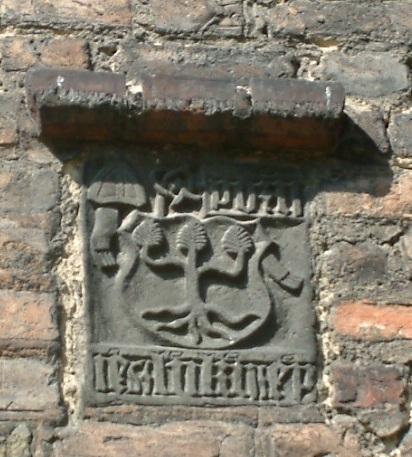
Het wapen van de bisschop Jan Lubrański.
Het wapen van Lubraniec.